# Les Copains d'abord (film, 1989)
Pour plus de détails, voir Fiche technique et Distribution.
Les Copains d'abord (あ・うん, A un) est un film japonais réalisé par Yasuo Furuhata et sorti en 1989.

## Synopsis
Japon, 1937. À la suite d'une mutation, Senkichi Mizuta, sa femme Tami et leur fille Satoko viennent vivre à Tokyo. Shūzō Kadokura leur a trouvé une coquette maison et se démène pour leur rendre leur arrivée la plus agréable possible. Kadokura et Mizuta sont amis depuis qu'ils ont combattu côte à côte lors de la Première guerre mondiale. Kadokura est à la tête d'une entreprise de fournitures pour l'armée et voue un amour platonique à Tami.

## Fiche technique
- Titre : Les Copains d'abord
- Titre original : あ・うん (A un?)
- Titre anglais : Buddies
- Réalisation : Yasuo Furuhata
- Scénario : Tsutomu Nakamura, d'après un roman de Kuniko Mukōda
- Photographie : Daisaku Kimura
- Montage : Masaru Iizuka
- Musique : Tomoyuki Asakawa
- Production : Seichi Ichiko
- Sociétés de production : Film Face Productions et Tōhō
- Direction artistique : Shinobu Muraki
- Son : Yasuo Hashimoto
- Assistant réalisateur : Masaaki Tezuka
- Pays d'origine :  Japon
- Langue originale : japonais
- Format : couleurs — 2,35:1 — 35 mm — son mono
- Genre : drame
- Durée : 114 minutes[1] (métrage : 3 116 m[1])
- Date de sortie :
  - Japon : 3 novembre 1989[1]

## Distribution
- Ken Takakura : Shūzō Kadokura
- Junko Fuji : Tami Mizuta
- Eiji Bandō : Senkichi Mizuta, le mari de Tami
- Yasuko Tomita : Satoko Mizuta, leur fille
- Mie Yamaguchi : la geisha Mari-Yakko
- Claude Maki (Kurando Maki) : Yoshihiko Ishikawa
- Nobuko Miyamoto : Kimiko Kadokura, la femme de Shūzō
- Hideji Ōtaki : le propriétaire du ryokan

## Récompenses et distinctions
- Asia-Pacific Film Festival :

Prix du meilleur acteur pour Ken Takakura
Prix du meilleur film pour Yasuo Furuhata
Prix de la meilleure musique pour Tomoyuki Asakawa
- Japan Academy Prize :

Prix du meilleur acteur dans un second rôle pour Eiji Bandō
Prix du meilleur nouvel acteur : Claude Maki
Prix du meilleur son : Yasuo Hashimoto
- Blue Ribbon Awards :

Prix du meilleur acteur dans un second rôle pour Eiji Bandō
- Prix du film Mainichi :

Prix du meilleur film (choix des lecteurs) pour Yasuo Furuhata
- Nikkan Sports Film Awards :

Prix du meilleur acteur dans un second rôle pour Eiji Bandō